# SUWAガラスの里の美術館
SUWAガラスの里の美術館（すわガラスのさとのびじゅつかん）は諏訪湖畔（長野県諏訪市の岡谷より）にあるガラスアミューズメント施設「SUWAガラスの里」に併設された現代ガラス工芸作家の美術館である。

## 概要
1992年（平成4年）、ルネ・ラリック美術館として岡野或男(現在の北澤美術館副理事長)によって創設。2003年（平成15年）4月1日に、財団法人北澤美術館の運営する北澤美術館新館に名称を変更。2012年（平成24年）12月には別運営となり、名称を新たにSUWAガラスの里の美術館として中山道下諏訪宿本陣岩波家第28代当主、岩波太佐衛門尚宏を代表取締役社長(現会長）として開館した。
ガラスの里では2014年より毎年、アートプラザ１〇８岩谷画廊と共催で美術館内にて公募展「諏訪を描く展」を概ね11月下旬に開催していた。2023年11月23日開催の第10回諏訪を描く展を一区切りとする方針を新聞発表した。

## 館内
「SUWAガラスの里」はガラスショップ、美術館、ガラス製作体験工房、レストランで構成される。
1階
- ガラスショップ、セレクトショップ - 国内最大級のガラスショップ
- 憩いのCAFE - 一階店内のカフェスペース[8]
- ガラス製作体験工房 - リューター、キャンドル、クリアドーム、ガラスハンコ、サンドブラスト、トンボ玉等が体験出来る。（新型コロナ感染防止のために行っていない体験あり。）
- レストランスリエ - 米粉を使ったパンが特徴のレストラン。

2階
- SUWAプレミアムショップ - SUWAプレミアムは諏訪地方の匠の技による逸品[9]。(独楽〈有限会社アクティブ〉、万年筆等筆記具、スピーカー、オルゴール、双眼鏡〈ライト光機製作所〉、ギター〈小平楽器、ダイナ楽器〉、オゾン発生器〈オーク製作所〉、メイクブラシ〈株式会社チノン〉等)
- ガラスの里の美術館 - 現代工芸、美術会、長野会、展示コーナー(所蔵作家 : 武政健夫、藤田喬平、樋口主明、クリスティアム・クレフス、ジョン・クーン、マシュラック)　2023年より仙台の海馬ガラス工房　村山耕二氏のGeological Glass が展示されている。

## 利用案内
- 所在地 長野県諏訪市豊田2400-7
- 営業時間 　4月 - 9月　10:00 - 18:00　10月 - 3月　10:00 - 17:00　入館受付は閉館３０分前まで
- 休日　4月～12月（火・水曜日）　1月～3月（火・水・木曜日）祝日は除く　GW・8月は全日営業
- 美術館のみ有料　（大人770円、中学生以下無料、団体8名様以上660円）障がい者手帳の交付を受けている方とその介添えの方1名は無料
- 駐車場 無料（自家用車220台）
- アクセス 諏訪インターチェンジより車で15分、または岡谷インターチェンジより車で15分
- 最寄り駅 JR中央本線上諏訪駅よりタクシーで15分、JR中央本線岡谷駅よりタクシーで15分
  - かりんちゃんバスまたはスワンバスでも行くことができる。